# Elihu B. Washburne

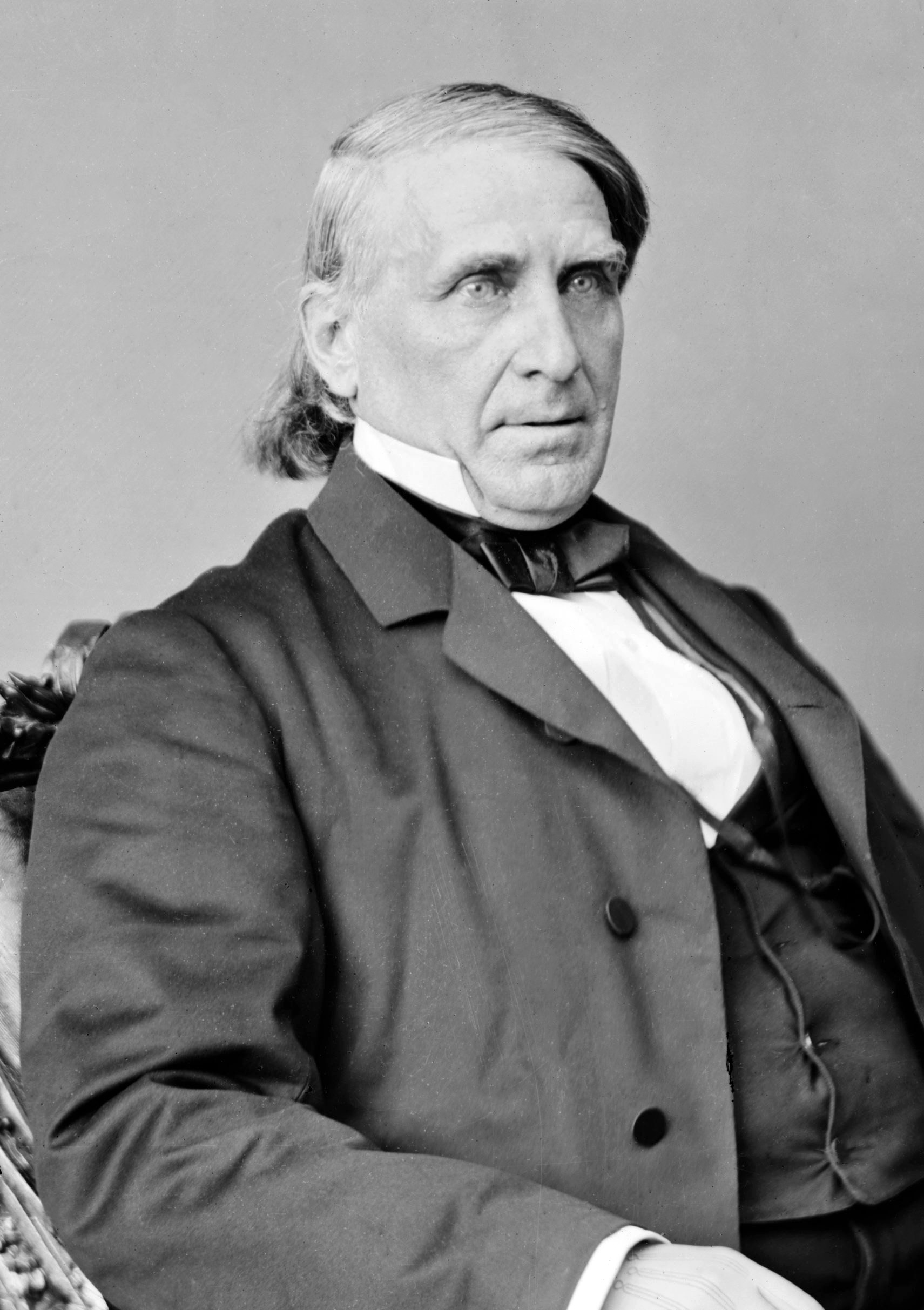
Elihu B. Washburne (zwischen 1860 und 1875)

Elihu Benjamin Washburne (* 23. September 1816 in Livermore, Massachusetts; † 23. Oktober 1887 in Chicago, Illinois) war ein US-amerikanischer Politiker, der für kurze Zeit als Außenminister dem Kabinett von Präsident Ulysses S. Grant angehörte.

## Leben
Der im heutigen Maine geborene Elihu Washburne stammte aus einer politisch engagierten Familie. Sein älterer Bruder Israel war Gouverneur von Maine; der jüngere Bruder Cadwallader übte dieses Amt in Wisconsin aus. William, der jüngste Bruder, wurde US-Senator für Minnesota. Im Gegensatz zu seinen Brüdern schrieb Elihu seinen Nachnamen „Washburne“ und nicht „Washburn“.
Er absolvierte nach dem Schulbesuch zunächst eine Lehre als Drucker und war als Redakteur beim Kennebec Journal in Augusta tätig. Danach studierte er an der Harvard Law School die Rechtswissenschaften, wurde 1840 in die Anwaltskammer aufgenommen und arbeitete in der Folge als Jurist in Galena.
Seine politische Laufbahn begann Washburne bei den Whigs. Er nahm 1844 und 1852 an den jeweils in Baltimore stattfindenden Whig National Conventions teil und unternahm 1848 einen ersten Versuch, in den Kongress gewählt zu werden, der aber fehlschlug. 1852 gelang ihm dann aber der Wahlsieg im ersten Kongresswahlbezirk von Illinois, den er ab dem 4. März 1853 im US-Repräsentantenhaus vertrat. Im Jahr 1863 wechselte er in den dritten Distrikt. Washburne legte sein Mandat am 6. März 1869 nieder. Während dieser Zeit war er unter anderem Vorsitzender des Wirtschaftsausschusses und des Bewilligungsausschusses.
Washburne schloss sich nach dem Zerfall der Whigs Mitte der 1850er-Jahre der Republikanischen Partei an und entwickelte sich zu einem führenden „Radikalen Republikaner“. So forderte er als einer der ersten die rechtliche Gleichstellung von Weißen und Schwarzen. Als Kongressmitglied war er für seinen Mut bekannt: So begrüßte er den zum Präsidenten gewählten Abraham Lincoln am 23. Februar 1861 bei seiner Ankunft in Washington, D.C., während andere führende Republikaner aus Furcht vor einem Attentat fernblieben. Washburn unterdessen beschützte den gewählten Präsidenten, indem er höchstpersönlich wichtige Telegraphendrähte durchschnitt und so Lincolns genauen Aufenthaltsort vor der Öffentlichkeit geheim halten konnte.
Nach Ulysses S. Grants Regierungsantritt wurde Washburne am 5. März 1869 Außenminister in dessen Kabinett. Dieses Amt übte er aber nur zwölf Tage lang bis zum 16. März aus; danach wurde er als Nachfolger von John Adams Dix Botschafter der Vereinigten Staaten in Paris. Nachfolger als Leiter des Außenministeriums wurde Hamilton Fish. Wegen des Deutsch-Französischen Krieges betreute er vom 17. Juli 1870 bis zum 29. Juni 1871 die in Frankreich, vor allem aber die in Paris verbliebenen Angehörigen der Staaten des Norddeutschen Bundes. In der Zeit der Pariser Kommune war er der einzige in der Hauptstadt verbliebene ausländische Diplomat und betreute in dieser Funktion auch alle anderen Staatsangehörigen.
1877 kehrte er in die USA zurück, wo er sich in Chicago hauptsächlich literarisch betätigte. In den Jahren 1880 und 1884 galt er als möglicher Präsidentschaftskandidat, wurde aber jeweils nicht nominiert. Von 1884 bis 1887 war er Präsident der Chicago Historical Society. Washburne starb am 23. Oktober 1887 und wurde auf dem Greenwood Cemetery in Galena beigesetzt. Sein Sohn Hempstead Washburne war von 1891 bis 1893 Bürgermeister von Chicago.